# Physico
Stichting Physico ondersteunt projecten die aan de gezondheidszorg in het Rijnmondgebied zijn gerelateerd.

## historie
Stichting Physico komt voort uit het Rotterdamse Diaconessen ziekenhuis (later: Van Dam-Bethesda Ziekenhuis). De stichting is in 1938 opgericht om patiënten een hogere graad van herstel te laten 
bereiken door toepassing van fysische methoden (gymnastiek, massage). De ondersteunt projecten die erop gericht zijn mensen in staat te stellen een betere greep op hun gezondheid te krijgen, 
zodat fysieke, mentale en sociaal-maatschappelijke conditieverbetering mogelijk wordt.

## beschikbare middelen
Stichting Physico stelt jaarlijks ca. 150.000,- uit haar vermogen beschikbaar voor de ondersteuning van projecten.  